# Lorraine (Bern)

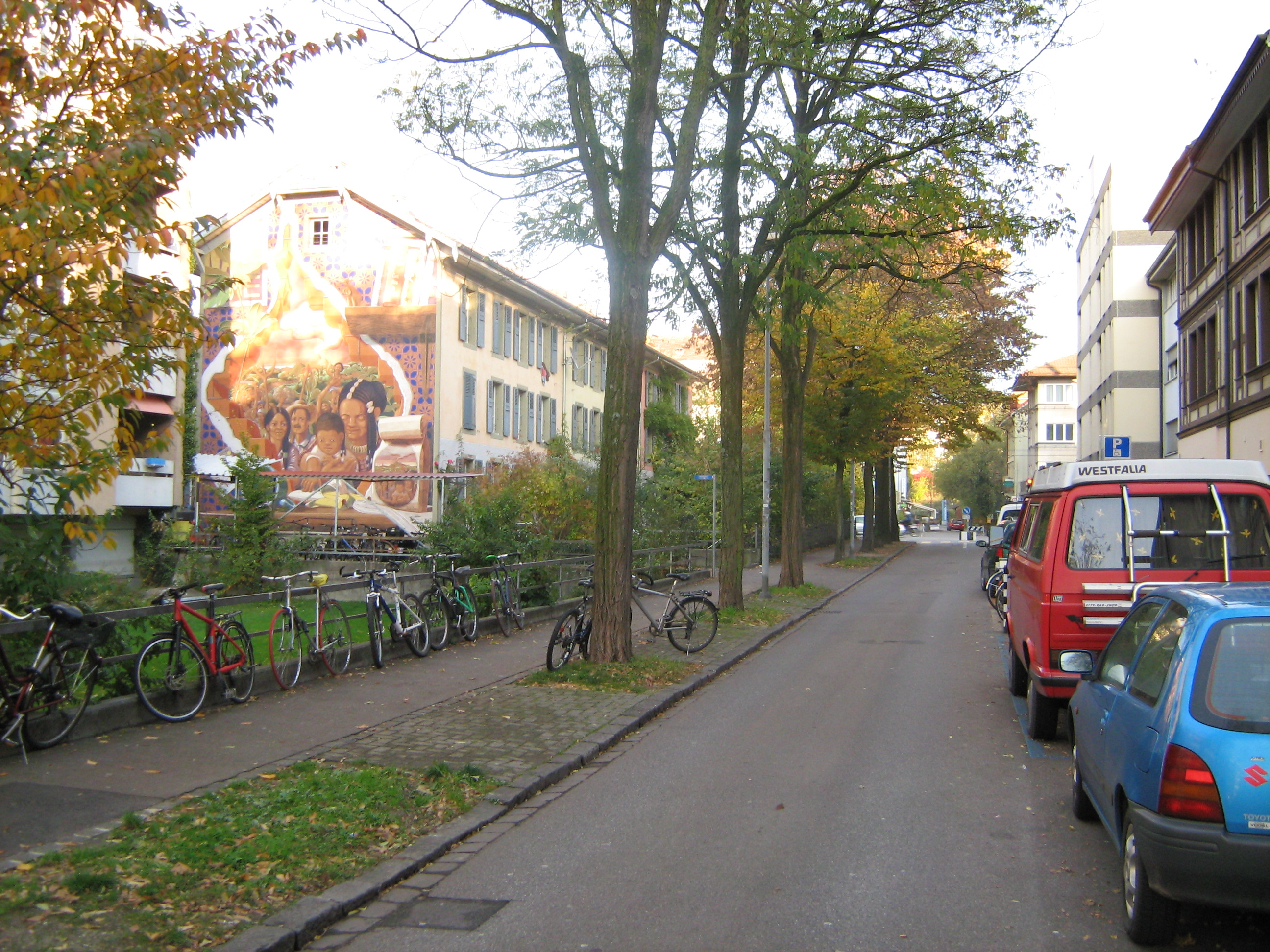
Die Quartiergasse in der Lorraine

Die Lorraine (oder das Lorraine-Quartier) ist ein statistischer Bezirk im Stadtteil Breitenrain-Lorraine (V) im Nordosten der Stadt Bern. Zugleich wird sie als kleineres gebräuchliches Quartier geführt. Zum statistischen Bezirk gehören noch Wylergut und ein kleiner westlicher Teil von Wyler.
Im Jahr 2022 lebten im statistischen Bezirk 3192 Einwohner, davon 2416 Schweizer und 776 Ausländer. Im gebräuchlichen Quartier waren es 2548 Einwohner, davon 1955 Schweizer und 593 Ausländer.
Die Lorraine liegt nordwestlich der Altstadt von Bern, auf einer Aareterrasse gegenüber der Altstadt. Als Stadtquartier entstand es im Verlauf des 18. Jahrhunderts. Es war und ist immer noch ein Arbeiterquartier.

## Geschichte
Johann von Steiger, auch als «Lothringer-Hauptmann» bezeichnet (Lorraine entspricht Lothringen), errichtete hier im Jahr 1705 den Lorraine-Gutshof. Zwischen 1750 und 1777 gehörte das «Lorraine-Gut» sowie die südlich und westlich angrenzenden «Rabbental-Güter» Mitgliedern der Familie Frisching. Aus dem «Lorraine-Gut» entstand später das Steck-Gut an der Lorrainestrasse 80.
Im Jahre 1760 gründete Franz Rudolf Frisching, zusammen mit Teilhabern, die damals weit über die Grenzen der Stadt Bern bekannte Fayence-Manufaktur Frisching in der Lorraine. Die Manufaktur bestand bis 1776. Nach der Einstellung der Geschäftstätigkeit der Fayence-Manufaktur Frisching beantragte Franz Rudolf Frischings Bruder Karl Albrecht einige Jahre später die Konzession für den Betrieb einer Badewirtschaft mit Brauerei anstelle der Fayence-Manufaktur. Karl Albrecht erhielt die Konzession am 16. September 1785 von Schultheiss und Rat der Stadt Bern. Die bis heute bestehende Wirtschaft wurde um 1800 ans Brauereigebäude angebaut. Von ca. 1830 datiert das östlich der heutigen Gartenwirtschaft stehende, ursprünglich als Trinkpavillon dienende Holzhäuschen im Biedermeierstil. Am Uferweg 7 befindet sich der Restbestand des ehemaligen Altenbergbades, das die Wannenbäder enthielt. Die aareseitigen Flussbäder fielen der Aarekorrektion von 1910–15 zum Opfer. Stehen geblieben ist der ursprünglich auf Pfählen ruhende, heute für den Ausschank genutzte Musikpavillon von 1887.
In der Lorraine befand sich der erste Bahnhof der Stadt Bern, allerdings nur provisorisch, weil die Aarebrücke noch nicht fertiggestellt war. Der Bahnbau war zwar der Initiator zum Quartierbau, aber auch zugleich dessen Fluch. Die Linienführung der Eisenbahn trennte das Quartier jahrelang von der übrigen Stadt ab. Die damalige Strecke führte entlang der heutigen Strassen Dammweg und Nordring und überquerte danach auf der Roten Brücke die Aare. In der Brücke war auch eine Fahrstrasse eingebaut, welche die Hauptverbindung des Quartiers zu Stadt darstellte. Unmittelbar östlich dieser Bahnbrücke entstand 1930 die Lorrainebrücke. Die alte Bahnstreckenführung wurde 1941 aufgegeben und durch das Lorraineviadukt ersetzt.
Das Quartier wird auch durch die Gewerblich Industrielle Berufsschule Bern geprägt, deren Hauptgebäude das sichtbarste Bauwerk des Quartiers ist. Das Gebäude ist stark von den Werken von Le Corbusier inspiriert, es wurde 1937–39 nach den Plänen von Hans Brechbühler erbaut und steht unter nationalem Denkmalschutz.